# Pummerin

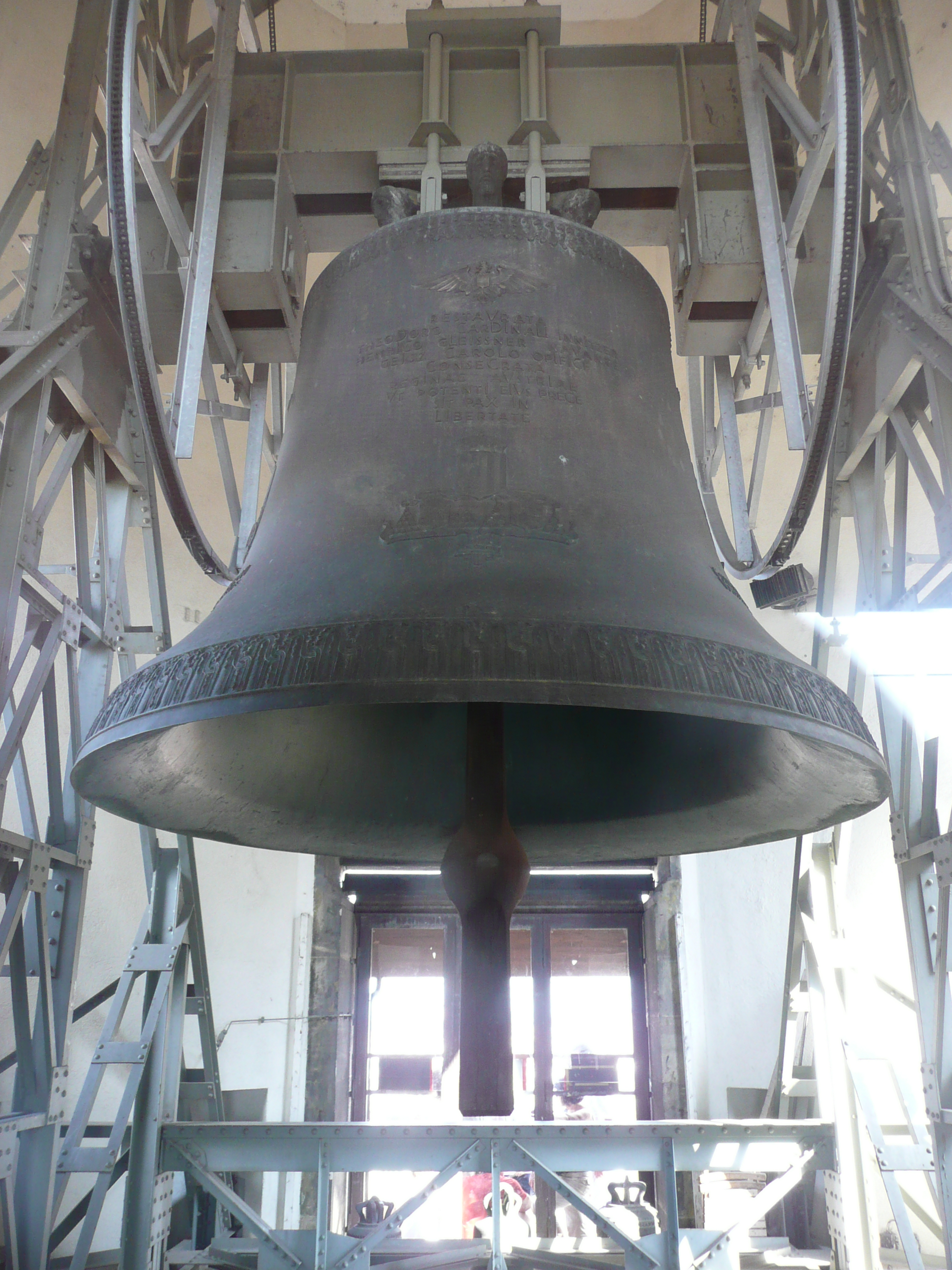
La campana Pummerin

La Pummerin è la campana più grande del Duomo di Santo Stefano a Vienna; con il peso di 20 tonnellate e 130 kg è la più grande campana d'Austria ed una delle campane oscillanti più grandi d'Europa.
Si trova nella torre nord del duomo, è stata fusa nel 1951 ed emette la nota do2.
La Pummerin suona solo in occasioni speciali e nelle maggiori solennità dell'anno liturgico (Natale, Pasqua, il Corpus Domini e la festa del santo titolare).

## Dati tecnici[1]
- Peso netto campana: 20130 kg di cui 16 592 kg di bronzo usati provengono dal vecchio pummerin
- diametro: 314 cm
- altezza della campana maniglie comprese: 294 cm
- lega: rame (80,6%), stagno (18,4%) ed altri metalli (1%)
- nota nominale emessa: do2 + 4⁄16

## Calendario di suono
| Data          | Ora d'inizio suono        | Festività                                     |
| ------------- | ------------------------- | --------------------------------------------- |
| 24 dicembre   | ≈ 17:30                   | dopo i vespri di Natale                       |
| 24 dicembre   | 23:55                     | Inizio del santo Natale                       |
| 26 dicembre   | ≈ tra le 11:50 e le 12:10 | Festa di santo Stefano protomartire           |
| 31 dicembre   | ≈ 17:30                   | Ultimo giorno dell'anno                       |
| 1º gennaio    | 00:00                     | Inizio del nuovo anno civile                  |
| Sabato santo  | ≈ 23:00                   | Canto del Gloria della veglia pasquale        |
| Santa Pasqua  | ≈ tra le 11:50 e le 12:10 | Santa Pasqua (dopo la santa messa)            |
| 23 aprile     | ≈ tra le 19:20 e le 19:30 | Festa della consacrazione del duomo           |
| Pentecoste    | ≈ tra le 11:45 e le 12:00 | Solennità di Pentecoste (dopo la santa messa) |
| Corpus Domini | ≈ 09:30                   | Inizio della processione                      |
| Corpus Domini | ≈ 11:30                   | dopo la santa messa                           |
| 26 ottobre    |                           | festa nazionale                               |
| 2 novembre    | ≈ 17:45                   | Commemorazione dei defunti                    |

## Suono per eventi straordinari
La grande campana suona anche per l'elezione del nuovo papa, per la morte e per l'intronizzazione dell'arcivescovo di Vienna, e per occasioni speciali come il servizio funebre per un defunto presidente o sindaco di Vienna.